# Chute de Gallipoli
Guerre entre l'empire byzantin et les Ottomans
Batailles
- Bapheus
- Campagne catalane
- Bursa
- Pélékanon
- Nicée
- Nicomédie
- 1re Gallipoli
- 2e Gallipoli
- Philadelphie
- 1re Constantinople
- 2e Constantinople
- 3e Constantinople
- 4e Constantinople
- Thessalonique
- Bosphore
- 5e Constantinople

La chute de Gallipoli en mars 1354 correspond à la prise de possession par l'empire ottoman de la cité de Gallipoli au détriment de l'empire byzantin qui avait déjà perdu toutes ses possessions en Asie Mineure. L'accès à la mer Égée donne l'occasion aux Ottomans de lancer la conquête du Péloponnèse et plus loin au nord de la Serbie et de la Hongrie.

## Contexte

### L'Empire byzantin

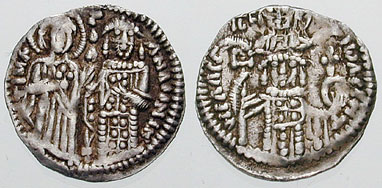
Jean V Paléologue représenté sur une pièce de monnaie.

Le 22 novembre 1354, Jean V Paléologue fait son entrée à Constantinople, se proclamant empereur unique et obligeant Jean VI Cantacuzène à abdiquer et à prendre l’habit monastique,. C’est la fin d’une guerre civile qui dure treize ans et qui provoque des conséquences catastrophiques pour l’Empire. Une bonne partie des provinces tombent aux mains des Serbes et le reste du territoire byzantin est dévasté et ruiné par les troubles. C’est à cette époque là que commence l’invasion ottomane en Europe. Au fil des années, des établissements turcs s'implantent sur la péninsule de Gallipoli, pourtant encore aux mains des Byzantins. Au début de la décennie 1350, la petite forteresse de Zympa verrouille la cité.
De plus, en mars 1354, près de Gallipoli et dans les villes alentour, un fort tremblement de terre secoue la Thrace, provoquant de nombreux dommages dans l’appareil défensif des villes de la région et contraint de nombreux habitants à l'évacuer. Parmi ces défenses, se trouve le port de Gallipoli, clef du passage des Dardanelles.

### L'Empire ottoman

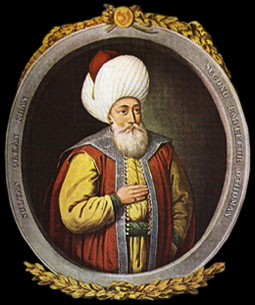
Orhan

L’Empire ottoman est dirigé par Orhan Gazi depuis 1326. sa politique s'éloigne un peu des résolutions de son père.
Tout en continuant à s'emparer des terres chrétiennes, il n'a pas peur de se retourner contre ses alliés, il entretient des relations ambiguës avec l’Empire byzantin. Par exemple, il utilise les rivalités entre Jean VI Cantacuzène et Jean V Paléologue. Il épouse la fille de Jean VI, Théodora, et utilise son alliance pour prendre pied en Europe, à la faveur des guerres entre les Serbes et les Byzantins.
Après la conquête de nombreux territoires en Asie mineure (Nicomédie en 1337) aux dépens des Byzantins, l’Empire ottoman nourrit des projets expansionnistes en Europe. Pour ces campagnes de conquêtes territoriales, le fils d’Orhan, Süleyman Paşa aussi appelé Soliman Pacha, s'avère d’une aide précieuse, il est d’ailleurs l’initiateur de la conquête de Gallipoli. Son père et lui sont dotés d’une armée puissante et de métier, Soliman semble être un adversaire redoutable et dispose sans doute de grandes aptitudes militaires.

## Le conflit et ses conséquences

### La bataille
L’Empire byzantin peu aidé par le mauvais état de conservation de ses fortifications et par les nombreux troubles auquel il a fait face durant les années précédentes, perd la bataille. Les Turcs prennent rapidement possession de la ville et en font une puissante forteresse.

### Conséquences
La prise de Gallipoli constitue le point de départ de la forte avancée turque dans les Balkans au cours de la seconde moitié du XIVe siècle.
Depuis leur position de Gallipoli, les Ottomans sont donc libres de ravager le territoire à leur guise. Cela entraîna dans un premier temps la perturbation des voies de communication et peu après, la chute des villes.
Après Gallipoli, les villes de Thrace et ensuite les territoires chrétiens jusqu’au Danube sont ravagés les uns après les autres. Gallipoli servait de tête de pont sur le continent, grâce à laquelle les Turcs passaient en grand nombre d’Asie en Europe et s’installaient dans les anciens territoires de l’Empire.